# Pieni-Pyhäntä
Pieni-Pyhäntä är en sjö i Finland. Den ligger i kommunen Ristijärvi i landskapet Kajanaland, i den centrala delen av landet, 500 km norr om huvudstaden Helsingfors. Pieni-Pyhäntä ligger 133,6 meter över havet. Den är 17 meter djup. Arean är 87,4 hektar och strandlinjen är 5,62 kilometer lång. Sjön  ingår i Uleälvens huvudavrinningsområde. 